# Chriacus
Chriacus (лат., от др.-греч. χρειᾰκός — полезный, служащий) — вымерший род млекопитающих из надотряда лавразиатериев. Как и в случае со многими другими родами, которых ранее относили к теперь расформированному отряду кондиляртр, филогенетическое положение Chriacus остаётся спорным. Род нередко помещают в кладу копытных (Euungulata); другой результат дал филогенетический анализ Т. Холлидея и коллег (2015), восстановивший его как представителя стволовой группы панголинов (тотальная группа Pholidotamorpha). Жил в палеоцене — раннем эоцене в Северной Америке. Фоссилии датируются возрастом примерно в 63 млн лет назад.
По внешнему виду напоминал современного енота. Длина тела составляла около 1 метра, включая длинный массивный хвост; непонятно, мог ли Chriacus висеть на своём хвосте. Телосложение было немассивным, масса тела составляла около 7 кг. По образу жизни Chriacus был подвижным, древолазающим.
Chriacus при ходьбе опирался на подошву своей пятипалой лапы с длинными когтями. Его конечности имели массивное сложение, с гибкими суставами. Передние конечности могли использоваться для копания, а задние были лучше приспособлены для карабкания. Предположительно он был всеядным, то есть питался плодами, яйцами, насекомыми и небольшими млекопитающими.